# 昂克特维尔
昂克特维尔（法語：Ancteville，法語發音：[ɑ̃ktəvil]）是法国芒什省的一个旧市镇，属于库唐斯区。2019年，昂克特维尔与临近的6个市镇合并为新市镇圣索沃尔维拉日。

## 地理
昂克特维尔（49°6'10"N, 1°28'44"W）面积7.74 平方千米，位于法国诺曼底大区芒什省，该省份为法国西北部沿海省份，西、北、东北三面环大西洋，东起顺时针与卡爾瓦多斯省、奧恩省、马耶讷省和伊勒-维莱讷省接壤。
与昂克特维尔接壤的市镇（或旧市镇、城区）包括：米讷维尔勒班加尔、蒙蒂雄、蒙叙尔旺、拉龙德艾、圣索沃尔朗德兰、塞尔维尼、拉旺德莱、滨海古维尔。

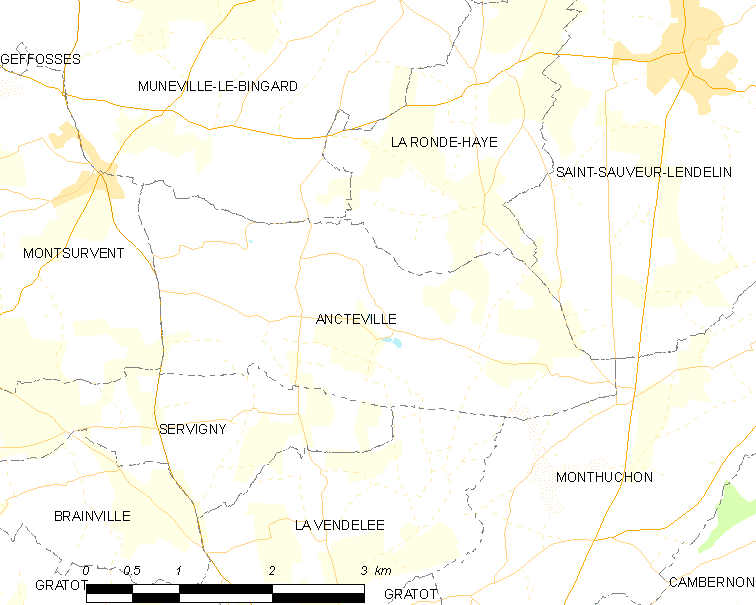
昂克特维尔的OSM定位图

昂克特维尔的时区为UTC+01:00、UTC+02:00（夏令时）。

## 行政
昂克特维尔的邮政编码为50200，INSEE市镇编码为50007。

## 政治
昂克特维尔所属的省级选区为库唐斯县。

## 人口

1962-2008年间昂克特维尔人口变化图示

昂克特维尔于2018年1月1日时的人口数量为225人。